# 孔索播棋
孔索播棋（Lamlameta），是流傳於衣索比亞孔索族的兩人棋類，是種播棋類。

## 棋具
- 長方形棋盤，分兩列，各列十二個棋洞，每方擁有一列。

- 初始佈置時，每棋洞各有兩顆棋子。

## 規則
- 行棋如同一般的播棋。雙方輪流從己方任一有棋子的小洞取出該洞的所有棋子，以逆時針方向分配到其他的小洞中，一洞分配一顆，直到分配完。除先手方第一回合外，其餘行棋的分投都需跳過有兩顆棋子或以上的棋洞。最後分配的一顆棋子若落在任一方有棋子的小洞中時，需再從該洞再進行分配動作，直到最後分配的棋子落在無棋子的小洞中。當最後分配的一顆棋子落在己方原本無棋子的小洞裡時，並且對方正對面洞剛好有兩顆棋子時，就將對方列有兩顆棋子的棋洞的棋子全取走，作為計分。

- 任何玩家無法行棋時，遊戲結束。

- 當一方獲得超過總棋子數量一半時得勝[3]。

## 外部連結
- 遊戲介紹[永久]